# Šachban Gajdarov
Šachban Kurbanovič Gajdarov (in russo Шахбан Курбанович Гайдаров?; trasl. angl. Shakhban Gaydarov; Tlyarata, 21 gennaio 1997) è un calciatore russo, centrocampista del Družba Majkop.

## Caratteristiche tecniche
È un mediano.

## Carriera
Cresciuto nel settore giovanile dell'Anži, ha esordito fra i professionisti disputando il 19 luglio 2017 disputando con la squadra riserve l'incontro di Pervenstvo Professional'noj Futbol'noj Ligi pareggiato 1-1 contro il Černomorec Novorossijsk.

## Statistiche
Statistiche aggiornate al 24 giugno 2019.

### Presenze e reti nei club
| Stagione        | Squadra         | Campionato      | Campionato | Campionato | Coppe nazionali | Coppe nazionali | Coppe nazionali | Coppe continentali | Coppe continentali | Coppe continentali | Altre coppe | Altre coppe | Altre coppe | Totale | Totale | Totale |
| Stagione        | Squadra         | Comp            | Pres       | Reti       | Comp            | Pres            | Reti            | Comp               | Pres               | Reti               | Comp        | Pres        | Reti        | Pres   | Reti   |        |
| --------------- | --------------- | --------------- | ---------- | ---------- | --------------- | --------------- | --------------- | ------------------ | ------------------ | ------------------ | ----------- | ----------- | ----------- | ------ | ------ | ------ |
| 2017-2018       | Anži-2          | PPF Ligi        | 29         | 0          |                 | -               | -               |                    | -                  | -                  |             | -           | -           | 29     | 0      |        |
| 2018-gen. 2019  | Legion Dinamo   | PPF Ligi        | 11         | 0          | CR              | 1               | 0               |                    | -                  | -                  |             | -           | -           | 12     | 0      |        |
| gen.-giu. 2019  | Anži            | PL              | 7          | 0          | CR              | 0               | 0               |                    | -                  | -                  |             | -           | -           | 5      | 0      |        |
| Totale carriera | Totale carriera | Totale carriera | 45         | 0          |                 | 1               | 0               |                    | -                  | -                  |             | -           | -           | 46     | 0      |        |